# Short track ai IX Giochi asiatici invernali - 1500 metri femminile
La specialità dei 1500 metri femminili di short track degli IX Giochi asiatici invernali si è svolta dal 7 all'8 febbraio 2025 allo Heilongjiang Multifunctional Hall di Harbin, in Cina.

## Risultati
Legenda
- PEN — Penalità
- q — Qualifificato per il tempo

### Quarti di finale
| Rank | Batteria | Atleta                   | Nazione       | Tempo    | Note |
| ---- | -------- | ------------------------ | ------------- | -------- | ---- |
| 1    | 1        | Gong Li                  | Cina          | 2:30.820 | Q    |
| 2    | 1        | Haruna Nagamori          | Giappone      | 2:31.191 | Q    |
| 3    | 1        | Alina Azhgaliyeva        | Kazakistan    | 2:31.433 | Q    |
| 4    | 1        | Amelia Chua              | Singapore     | 2:45.691 |      |
| -    | 1        | Ashley Chin              | Malaysia      | DNS      | DNS  |
| 1    | 2        | Kim Gil-li               | Corea del Sud | 2:43.771 | Q    |
| 2    | 2        | Thanutchaya Chatthaisong | Thailandia    | 2:43.975 | Q    |
| 3    | 2        | Alyssa Pok               | Singapore     | 2:46.217 | Q    |
| 4    | 2        | Nicole Law               | Hong Kong     | 2:52.174 |      |
| 5    | 2        | Suvarnika Radhakrishnan  | India         | 3:04.736 |      |
| 1    | 3        | Choi Min-jeong           | Corea del Sud | 2:31.808 | Q    |
| 2    | 3        | Lam Ching Yan            | Hong Kong     | 2:34.118 | Q    |
| 3    | 3        | Battulgyn Gereltuyaa     | Mongolia      | 2:38.674 | Q    |
| 4    | 3        | Chang Wan-ting           | Taipei cinese | 2:40.363 | q    |
| 5    | 3        | Sravana Murthy           | India         | 2:56.634 |      |
| 1    | 4        | Yang Jingru              | Cina          | 2:34.800 | Q    |
| 2    | 4        | Shim Suk-hee             | Corea del Sud | 2:34.927 | Q    |
| 3    | 4        | Madina Zhanbussinova     | Kazakistan    | 2:35.696 | Q    |
| 4    | 4        | Miyu Miyashita           | Giappone      | 2:36.513 | q    |
| 5    | 4        | Chung Hsiao-ying         | Taipei cinese | 2:40.952 |      |
| 1    | 5        | Olga Tikhonova           | Kazakistan    | 2:35.294 | Q    |
| 2    | 5        | Zang Yize                | Cina          | 2:35.398 | Q    |
| 3    | 5        | Riho Inuzuka             | Giappone      | 2:35.544 | Q    |
| 4    | 5        | Punpreeda Prempreecha    | Thailandia    | 2:39.076 | q    |
| 5    | 5        | Raina Kukreja            | India         | 3:17.216 |      |

### Semifinale
| Rank | Batteria | Atleta                   | Nazione       | Tempo    | Note |
| ---- | -------- | ------------------------ | ------------- | -------- | ---- |
| 1    | 1        | Gong Li                  | Cina          | 2:42.802 | QA   |
| 2    | 1        | Haruna Nagamori          | Giappone      | 2:43.225 | QA   |
| 3    | 1        | Chang Wan-ting           | Taipei cinese | 2:48.594 | QB   |
| 4    | 1        | Lam Ching Yan            | Hong Kong     | 3:07.998 | QB   |
| 5    | 1        | Madina Zhanbussinova     | Kazakistan    | 3:42.048 | ADVB |
| -    | 1        | Riho Inuzuka             | Giappone      | PEN      |      |
| 1    | 2        | Choi Min-jeong           | Corea del Sud | 2:23.351 | QA   |
| 2    | 2        | Kim Gil-li               | Corea del Sud | 2:23.375 | QA   |
| 3    | 2        | Shim Suk-hee             | Corea del Sud | 2:23.492 | QA   |
| 4    | 2        | Alina Azhgaliyeva        | Kazakistan    | 2:25.091 | QB   |
| 5    | 2        | Punpreeda Prempreecha    | Thailandia    | 2:34.879 | QB   |
| 6    | 2        | Battulgyn Gereltuyaa     | Mongolia      | 2:58.964 |      |
| 1    | 3        | Yang Jingru              | Cina          | 2:32.710 | QA   |
| 2    | 3        | Zang Yize                | Cina          | 2:32.881 | QA   |
| 3    | 3        | Thanutchaya Chatthaisong | Thailandia    | 2:33.243 | QB   |
| 4    | 3        | Miyu Miyashita           | Giappone      | 2:34.405 | QB   |
| 5    | 3        | Alyssa Pok               | Singapore     | 2:36.748 |      |
| 6    | 3        | Olga Tikhonova           | Kazakistan    | No time  |      |

### Finali

#### Finale B
| Class | Atleta                   | Nazione       | Tempo    | Note |
| ----- | ------------------------ | ------------- | -------- | ---- |
| 8     | Alina Azhgaliyeva        | Kazakistan    | 2:39.740 |      |
| 9     | Thanutchaya Chatthaisong | Thailandia    | 2:39.944 |      |
| 10    | Madina Zhanbussinova     | Kazakistan    | 2:40.318 |      |
| 11    | Miyu Miyashita           | Giappone      | 2:40.708 |      |
| 12    | Lam Ching Yan            | Hong Kong     | 2:41.886 |      |
| 13    | Punpreeda Prempreecha    | Thailandia    | 2:46.781 |      |
| 14    | Chang Wan-ting           | Taipei cinese | 2:46.908 |      |

#### Finale A
| Class | Atleta          | Nazione       | Tempo    | Note |
| ----- | --------------- | ------------- | -------- | ---- |
| 1     | Kim Gil-li      | Corea del Sud | 2:23.781 |      |
| 2     | Gong Li         | Cina          | 2:23.884 |      |
| 3     | Zang Yize       | Cina          | 2:23.965 |      |
| 4     | Choi Min-jeong  | Corea del Sud | 2:24.133 |      |
| 5     | Shim Suk-hee    | Corea del Sud | 2:24.201 |      |
| 6     | Haruna Nagamori | Giappone      | 2:25.772 |      |
| 7     | Yang Jingru     | Cina          | 3:18.179 |      |